# Alla mina ansikten
Alla mina ansikten är ett musikalbum utgivet av den svenska sångerskan Nanne Grönvall. Albumet släpptes i två versioner, den första år 2001 och den andra 2002. Fyra singlar släpptes från skivan: Svarta änkan, Jag har inte tid, Men och Fördomar.

## Låtar
Samtliga melodier sjungs på svenska, förutom Men, vars text är på engelska. Den låten hade Nanne Grönvall tävlat med i den brittiska motsvarigheten till Melodifestivalen 2001 och kommit på fjärde plats. När mannen kom till jorden är den enda helt instrumentala låten på skivan.
Den andra versionen av skivan hade ett bonusspår Ett vackert par, som är en duett mellan Grönvall och Nick Borgen. Låten skulle ha tävlat i Melodifestivalen 2002, men blev diskvalificerad då den, mot Melodifestivalens regler, framförts i Sveriges Radio av dansbandet Grönwalls innan tävlingen. Låten ersattes av Jan Johansens Sista andetaget.
Titeln på låten På en gammal sur och rutten eka byttes till Ekan till den andra versionen av skivan, men förblev samma inspelning. 
En hjälpande person framförde Nanne Grönvall i den TV-sända Bara barn-galan, där texterna till samtliga bidrag hade skrivits av barn. Texten till låten var skriven av Lovisa Bådagård.

## Låtlista

### Version 1, 2001[2]
1. När mannen kom till jorden
2. E.T. på riktigt
3. Skam (duett med Gina Jacobi)
4. Jag har inte tid
5. Hatar, älskar
6. På en gammal sur och rutten eka
7. Fördomar
8. Alla mina ansikten
9. Svarta änkan
10. En ärlig chans
11. Men
12. En hjälpande person

### Version 2, 2002[3]
1. Alla mina ansikten
2. Fördomar
3. Jag har inte tid
4. Hatar, älskar
5. Ekan
6. Svarta änkan
7. En hjälpande person
8. Men
9. En ärlig chans
10. Ett vackert par (bonuslåt, duett med Nick Borgen)
11. Skam (duett med Gina Jacobi)
12. När mannen kom till jorden
13. E.T. på riktigt